# 西安航空发动机公司
西安航空发动机有限公司（英語：Xi'an Aero-Engine Corporation，(XAEC)）。简称西航公司或西航，创建于1958年，位于西安市未央区，是中國航空發動機集團所属大型航空发动机制造企业。

## 历史

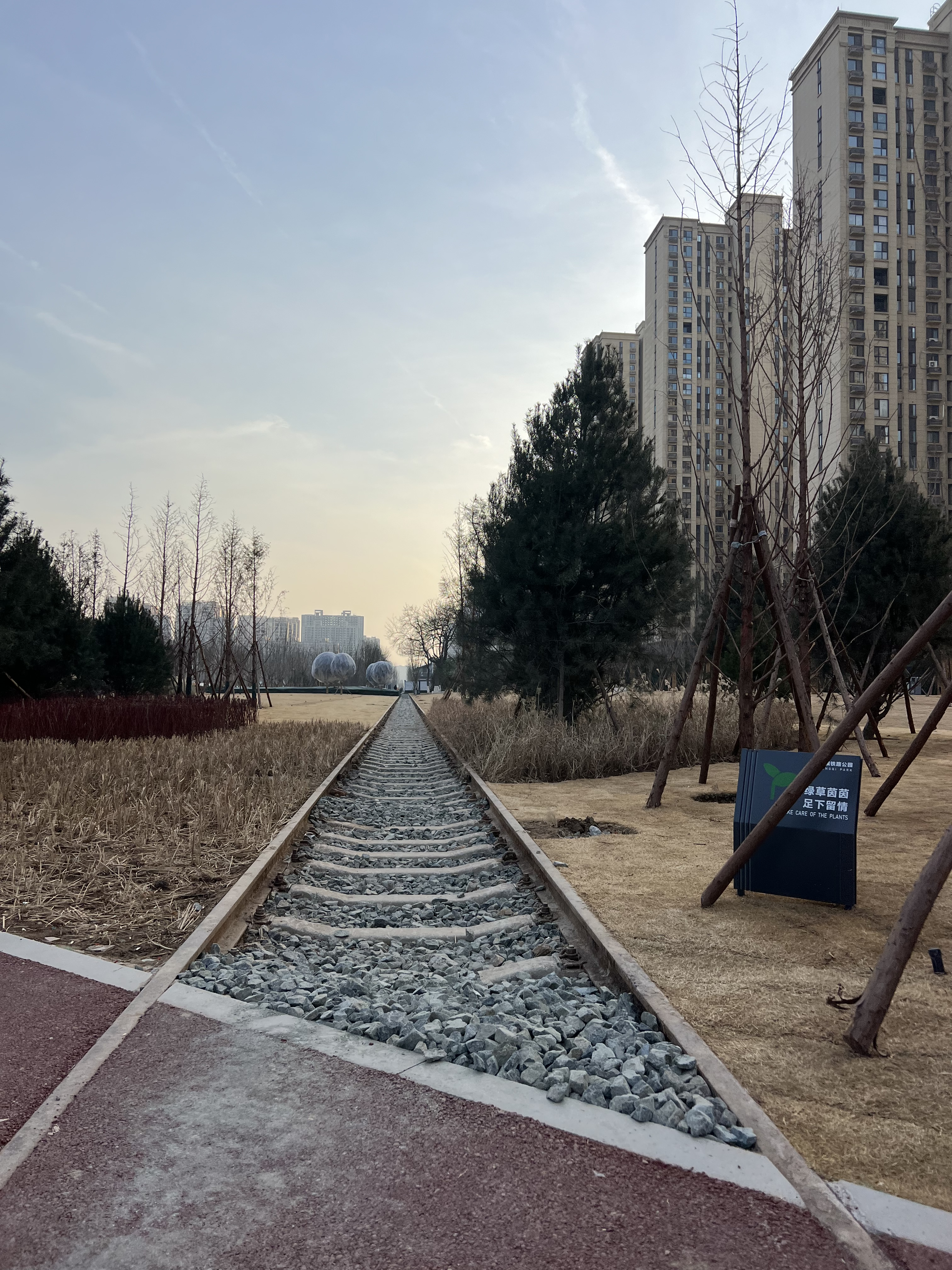
红旗铁路专用线改建的铁路公园

创建于1958年，原名西安红旗机械厂，或称430厂。为原红旗铁路专用线之终点站。1985年9月28日，更名为西安航空发动机公司。
1998年3月12日，改制并更名为西安航空发动机（集团）有限公司。2001年12月28日，根据债转股协议改组为中国航空工业第一集团公司和中国华融资产管理公司共同出资参股的有限责任制公司。
2016年前屬於中航工业，现属中國航發。

## 简介
主要从事大型航空涡喷发动机涡喷-5发动机、涡扇-8、涡扇-9、涡扇-10的生产，主要为装备歼轰7等。
上市公司为航发动力。